# 호자마리아 몬치벨레르
호자마리아 몬치벨레르(포르투갈어: Rosamaria Montibeller, 1994년 4월 9일 ~ )는 브라질의 배구 선수로 포지션은 아포짓, 아웃사이드 스파이커이다. 현재 이탈리아 세리에A1의 AGIL 볼리 소속으로 뛰고 있다. 2020년 하계 올림픽에서는 브라질 대표팀 주전 선수로 뛰었으며, 은메달을 획득했다.

## 수상

### 팀

#### 클럽
- 이탐베/미나스
  - 남아메리카 클럽 선수권 대회
    -  우승 (1회) : 2018

- 프라이아 클루비 
  - 수페를리가 브라질레이라 지 볼레이보우 페미니누, 남아메리카 클럽 선수권 대회'
    -  준우승 (2회) : 2018-19, 2019

### 개인
- 2012 남아메리카 U-20 선수권 대회 - 베스트 아포짓 스파이커상
- 2015 FIVB 세계 U-23 선수권 대회 - 베스트 아포짓 스파이커상
- 2018 남아메리카 클럽 선수권 대회 - 베스트 아웃사이드 스파이커상